# 薗田正美
薗田 正美（そのだ まさみ、1954年4月26日 - ）はオフィスジョイ所属の俳優。福岡県出身。立命館大学卒業。身長157cm・体重50kg。特技は日本舞踊・剣道。

## 出演

### 舞台
- 赤ひげ
- 孤愁の岸
- 雪国
- 里見浩太郎・山本富士子・堺正章公演

### テレビドラマ
- おやじのヒゲシリーズ
- マグロボーイズ
- 南町奉行事件帖 怒れ!求馬 - 清七 役
- 大岡越前 第8部、第10部〜第12部（1984-1992年） - 水すましの源五郎 役
- 冬の訪問者
- 華岡青洲の妻
- さすらい署長 風間昭平
- 新幹線をつくった男たち
- 水戸黄門
  - 第21部 第1話「悪鬼が巣喰う岡崎城 -水戸・岡崎-」（1992年4月6日）
  - 第33部 第9話「痛快! チビッコの悪退治」（2004年6月14日） - 猫七
  - 第34部 第3話「父子つないだ職人魂」（2005年1月24日） - 半六
  - ナショナル劇場50周年記念特別企画スペシャル（2006年3月13日） - 松助
  - 第37部 第15話「頑固一徹職人魂 - 松本 -」（2007年4月30日）- 徳松
- 逃亡者 おりん 第11話「裏切りに哭いた愛」（2007年1月12日） - 五兵衛
- 大岡越前 第2話「叱られた将軍様」（2013年4月6日） - 十吉

### CM
- am/pm